# Yuri Ebihara
Yuri Ebihara (蛯原 友里, Yuri Ebihara) née le 3 octobre 1979, est une actrice japonaise et un mannequin.

## Biographie
Elle est née dans la préfecture de Miyazaki en 1979. Elle a étudié à l'université de Kyushu Sangyo.

## Filmographie

### Cinéma
- 2008 : Tokumei kakarichô Tadano Hitoshi: Saigo no gekijôban : Kazue Yamabuki - The 2nd General Affairs
- 2014 : Dôsôsei: Hito wa, sando, koi wo suru : Elle-même

### Télévision

#### Séries télévisées
- 2003 : Tokumei kakarichô Tadano Hitoshi
- 2006 : Busu no Hitomi ni Koishiteru : Ebihara Yumi
- 2006 : Smap×Smap : Elle-même
- 2007 : Oniyome nikki: Ii yu da na
- 2011 : Scooper : Elle-même
- 2013 : Pon! : Elle-même

#### Téléfilms
- 2013 : Sekai no kodomo ga SOS! The shigoto nin banku Machaaki Japan 8 : Elle-même